# Milltown (New Jersey)
Milltown ist eine Stadt im Middlesex County, New Jersey, USA. Das U.S. Census Bureau hat bei der Volkszählung 2020 eine Einwohnerzahl von 7.037 ermittelt.

## Geographie
Nach den Angaben des United States Census Bureaus hat die Stadt eine Gesamtfläche von 4,1 km2, wovon 4,1 km2 Land und 0,1 km2 (1,88 %) Wasser ist.

## Demographie
Nach der Volkszählung von 2000 gibt es 7000 Menschen, 2627 Haushalte und 1943 Familien in der Stadt. Die Bevölkerungsdichte beträgt 1.721,5 Einwohner pro km2. 93,86 % der Bevölkerung sind Weiße, 0,76 % Afroamerikaner, 0,16 % amerikanische Ureinwohner, 3,07 % Asiaten, 0,00 % pazifische Insulaner, 1,16 % anderer Herkunft und 1,00 % Mischlinge. 3,73 % sind Latinos unterschiedlicher Abstammung.
Von den 2.627 Haushalten haben 31,7 % Kinder unter 18 Jahre. 60,9 % davon sind verheiratete, zusammenlebende Paare, 9,9 % sind alleinerziehende Mütter, 26,0 % sind keine Familien, 21,4 % bestehen aus Singlehaushalten und in 9,7 % Menschen sind älter als 65. Die Durchschnittshaushaltsgröße beträgt 2,66, die Durchschnittsfamiliengröße 3,12.
22,9 % der Bevölkerung sind unter 18 Jahre alt, 6,8 % zwischen 18 und 24, 29,5 % zwischen 25 und 44, 25,1 % zwischen 45 und 64, 15,7 % älter als 65. Das Durchschnittsalter beträgt 40 Jahre. Das Verhältnis Frauen zu Männer beträgt 100:93,2, für Menschen älter als 18 Jahre beträgt das Verhältnis 100:90,2.
Das jährliche Durchschnittseinkommen der Haushalte beträgt 68.429 USD, das Durchschnittseinkommen der Familien 77.869 USD. Männer haben ein Durchschnittseinkommen von 50.338 USD, Frauen 38.220 USD. Der Prokopfeinkommen der Stadt beträgt 29.996 USD. 2,3 % der Bevölkerung und 1,3 % der Familien leben unterhalb der Armutsgrenze, davon sind 3,3 % Kinder oder Jugendliche jünger als 18 Jahre und 1,3 % der Menschen sind älter als 65.

## Söhne und Töchter der Stadt
- Danny Pintauro (* 1976), Schauspieler